# カバラン蒸留所
カバラン蒸留所 （ Chinese 噶瑪蘭酒廠）は台湾のウイスキー蒸留所。キングカーグループが所有し、台湾宜蘭県員山郷にある。カバラン(KAVALAN)は、台湾の大手飲料メーカー金車グループが所有する蒸留所で製造されているウイスキーである。  

## 概要
カバランの名は、蒸留所のある宜蘭県の原住民族「カバラン族」が由来である。
2006年、台湾北東部の宜蘭県にあるカバラン蒸留所で製造を開始し、2008年に第一作目である「カバラン クラシック」を発売。
2010年、ウイスキーの本場スコットランドのエディンバラで開催されたウイスキー ブラインド・テイスティング大会で「カバラン クラシック・シングルモルト・ウイスキー」が優勝した。その後も、ワールド・ウィスキー・アワードやインターナショナル･ワイン･アンド･スピリッツ･コンペティションにおいて数多くの賞を受賞した。2020年の「東京ウイスキー&スピリッツコンペティション」では、カバランのシングルモルトが1位から3位までを独占した。

## カバラン蒸留所
首都･台北から車で1時間ほどの距離にある蒸留所は、雪山山脈、中央山脈という急峻な山脈に挟まれた蘭陽平野に位置する。1996年、台湾の民主化により、民間企業でも酒の輸入、製造、販売が可能になった。2002年1月、台湾がWTOに加入したのをきっかけに、金車グループはウイスキー製造に参入、蒸留所の建設に着手し、2005年に蒸留所が完成した。台湾初の、モルトの粉砕からウイスキーの熟成までの全工程を台湾で行う「メイドイン台湾」ウイスキーが誕生した。

## 商品特徴
亜熱帯気候の台湾では40度近くまで気温が上がる。ウイスキー造りには冷涼な気候が適しているといわれているが、カバランは逆にその暑さを利用し、熟成が早く進むというアドバンテージに変えた。しかし暑さゆえにエンジェルズシェアは10％ほどになる。
トフィーやバニラ、トロピカルフルーツの香りなどがカバランウイスキーの特徴として挙げられる。

## 商品ラインナップ
- カバラン ディスティラリーセレクト
- カバラン コンサートマスター
- カバラン クラシック シングルモルト
- カバラン 金車コンダクター シングルモルト
- カバラン ポーディアム シングルモルト
- カバラン バーボンオーク シングルモルト
- カバラン オロロソシェリーオーク シングルモルト
- カバラン ソリスト バーボン カスクストレングス
- カバラン ソリスト オロロソシェリーオーク カスクストレングス
- カバラン ソリスト ポート カスクストレングス
- カバラン ソリスト ヴィーニョ カスクストレングス
- カバラン ソリスト フィノ カスクストレングス
- カバラン アモンティリャード カスクストレングス
- カバラン ジン